# Thomas Stefanides
Thomas Stefanides (29. prosince 1816 Kladruby u Stříbra – 10. března 1892 Žlutice) byl rakouský politik německé národnosti z Čech, poslanec Českého zemského sněmu.

## Biografie
Byl měšťanem ve Žluticích. Působil jako okresní starosta ve Žluticích. Do funkce okresního starosty byl potvrzen v září 1871.
V 70. letech se zapojil i do vysoké politiky. V doplňovacích volbách v roce 1874 byl zvolen na Český zemský sněm, kde zastupoval kurii venkovských obcí, obvod Žlutice, Bochov. Ve volbách roku 1874 porazil oficiálního kandidáta Alberta Werunského. Dobový tisk uváděl, že přesné politické směřování Stefanidese není známo, ale vzhledem k čistě německému charakteru volebního obvodu je možné ho řadit mezi zástupce takzvané Ústavní strany (liberálně a centralisticky orientovaná, odmítající federalistické aspirace neněmeckých etnik). Jiný dobový zdroj ho označoval za nezávislého ústavověrného kandidáta.
Zemřel v březnu 1892. Bylo mu 75 let, 2 měsíce a 14 dnů. Příčinou smrti byl marasmus.